# 武林世家
『武林世家』（ぶりんせいか、原題：中国語: 武林世家、英語題：The Fallen Family）とは、香港の無綫電視（TVB）が1985年に制作・放映したテレビドラマ。全20話。当時、まだ若手だったレスリー・チャンとマギー・チャンが主演した。日本ではマクザムからDVDが発売された。

## 出演
- レスリー・チャン
- マギー・チャン
- ラウ・チンワン
- パトリック・ツェー

## 主題歌

### オープニングテーマ
「浮生若夢」
作詞 - 鄧偉雄、作曲 - マイケル・ライ（黎小田）、歌 - レスリー・チャン
| 無綫電視系 月曜〜金曜20:50枠                     | 無綫電視系 月曜〜金曜20:50枠              | 無綫電視系 月曜〜金曜20:50枠              |
| 前番組                                           | 番組名                                    | 次番組                                    |
| ------------------------------------------------ | ----------------------------------------- | ----------------------------------------- |
| To Each Its Own （1985年2月11日 - 1985年3月1日） | 武林世家 （1985年3月4日 - 1985年3月29日） | 好女當差 （1985年4月1日 - 1985年4月26日） |